# Antologia (Era di Acquario)
Antologia è il primo ed unico album del trio siciliano Era di Acquario.

## Il disco
L'album venne originariamente pubblicato nel 1973. Vi furono in seguito due ristampe in CD: una dalla BMG nel 1995 e una dalla Sony nel 2011.

## Tracce

### Versione in LP (1973)
1. Campagne Siciliane
2. Padre Mio
3. Idda
4. Solitudine
5. Vento D'Africa
6. Monika Aus Wien
7. L'Indifferenza
8. Fuori Al Sole
9. Geraldine
10. Statale 113

### Versione CD con bonus track (2016)
1. Campagne Siciliane
2. Padre Mio
3. Idda
4. Solitudine
5. Vento D'Africa
6. Monika Aus Wien
7. L'Indifferenza
8. Fuori Al Sole
9. Geraldine
10. Statale 113
11. Arabesque
12. Geraldine

## Formazione
- Michele Seffer (voce, chitarra, basso)
- Angelo Giordano (flauto, sax, voce)
- Pippo Cataldo (batteria, percussioni, voce)